# (34797) 2001 SK38
2001 SK38 (asteroide 34797) é um asteroide da cintura principal. Possui uma excentricidade de 0.06906880 e uma inclinação de 2.87566º.
Este asteroide foi descoberto no dia 16 de setembro de 2001 por LINEAR em Socorro.